# Svenska medborgaren
För andra betydelser, se Svenska medborgaren (olika betydelser).
Svenska medborgaren var en svensk folktidning, som uppsattes i Stockholm under namnet Medborgaren i september 1870, med Pehr Thomasson som namngiven utgivare. Den utkom till en början en gång i veckan, men efter att namnet 1871 ändrats till Svenska medborgaren utkom den 1873–1876, under Albert Andersson-Edenbergs ledning, två gånger i veckan och redigerades då i lantmannapartistisk anda. Den utgavs under namnet Gamle svenske medborgaren 1877–1879 och upphörde 1881.